# Janusz Wyżnikiewicz
Janusz Szczęsław Wyżnikiewicz (ur. 15 lutego 1931 w Łodzi, zm. 22 listopada 2019) – polski architekt, laureat Honorowej Nagrody SARP oddział Łódź, laureat Nagrody Ministra Budownictwa i Przemysłu Materiałów Budowlanych II stopnia.

## Życiorys
Ukończył gimnazjum w Bydgoszczy, a studiował w Gdańsku i Warszawie. Był absolwentem Wydziału Architektury Politechniki Warszawskiej. Pracował w pracowni „Miastoprojekt” w Łodzi oraz w Miejskim Biurze Projektów, a następnie założył autorską pracownię architektoniczną. Przez pewien czas był również wykładowcą Politechniki Łódzkiej. Za działalność projektową otrzymał Nagrodę Miasta Łodzi, Honorową Nagrodę SARP (oddział Łódź) oraz Nagrodę Ministra Budownictwa i Przemysłu Materiałów Budowlanych II stopnia. Był laureatem wielu konkursów architektonicznych.
Pochowany został na Starym Cmentarzu rzymskokatolickim przy ulicy Ogrodowej w Łodzi.

## Ważniejsze realizacje
- stadion ŁKS-u Łódź (1964–1969)[3],
- Wojewódzki Szpital Specjalistyczny im. M. Kopernika (1968)[1][2],
- Szpital MSWiA w Łodzi (1970–1975)[1],
- Centralny Szpital Kliniczny Uniwersytetu Medycznego w Łodzi (1975–2013)[2],
- Instytut „Centrum Zdrowia Matki Polki” (1983-1988)[1][2]
- rozbudowa Wielkopolskiego Centrum Onkologii (2011–2014)[2].